# Merkava
Merkava (hebrejsky:  מרכבה, doslova „vůz“ (ve smyslu válečný)) je série hlavních bojových tanků vyvinutých a vyrobených v Izraeli pro Izraelské obranné síly (IOS).
Při konstrukci tanku Merkava bylo vše podřízeno hledisku přežití posádky; motor je umístěn v přední části tanku a slouží tak jako dodatečná součást balistické ochrany, zatímco posádka může z poškozené Merkavy uniknout dveřmi v zadní části tanku. Díky silnému pancéřování a vysoké mobilitě je to jeden z nejlépe chráněných tanků na světě. Konstrukční tým, který vypracoval první verze tohoto tanku, vedl velitel izraelských tankových vojsk, Jisra'el Tal.
Je vyráběn v továrně v Tel ha-Šomeru umístěné na vojenské základně a většinu součástek vyrábějí firmy izraelského vojenského průmyslu jako jsou IMI, Elbit Systems, Soltam, atd.

## Merkava Mk 1

### Vývoj
V 50. letech a na počátku 60. let 20. století sestávala výzbroj tankových jednotek IOS z druhoválečných tanků M4 Sherman, postupně vlastními silami modernizovaných (M51 Sherman), poválečných lehkých tanků AMX-13 a poválečných středních tanků 1. generace M48 Patton a Centurion. V 60. letech obdržely některé arabské státy, které v 50. letech svedly s Izraelem několik intenzivních tankových bitev, od SSSR do výzbroje nový typ tanku, střední tank T-62. Ve své době se jednalo o nejmodernější tankovou konstrukci zavedenou do výzbroje států přímo se účastnících bojů tehdejší fáze arabsko-izraelského konfliktu. Modernizace starých typů izraelských tanků s cílem získat verze o bojové hodnotě blízké T-62 již nebyla s ohledem na jejich základní konstrukci dále proveditelná, jediným možným řešením bylo pořízení nového typu tanku. V roce 1966 nabídla Velká Británie v souvislosti s vývojem svého nového tanku 2. poválečné generace, tanku Chieftain, Izraeli dohodu. V rámci dohody se Izrael měl zúčastnit poslední vývojové fáze Chieftainu, do výzbroje IOS měly být dodány v Británii vyrobené Chieftainy a zároveň měla být Izraeli povolena stavba montážní linky na jeho vlastním území. Britskou podmínkou však byl také nákup několika set tanků Centurion pro IOS. Dohoda byla uzavřena a na území Izraele byly z Velké Británie dopraveny 2 prototypy Chieftainu, kde proběhl za spolupráce britských a izraelských konstruktérů a pověřených důstojníků další vývoj tanku. Avšak některé arabské státy začaly Británii vyhrožovat různými druhy sankcí a došlo také k napadení několika britských ambasád při občanských demonstracích, a tak v listopadu 1969 Británie od dohody odstoupila. Po vypracování analýzy byl vydán roku 1970 izraelskou vládou souhlas k vývoji tanku vlastní konstrukce, zohledňujícího specifika nasazení izraelské obrněné techniky.

### Základní charakteristika

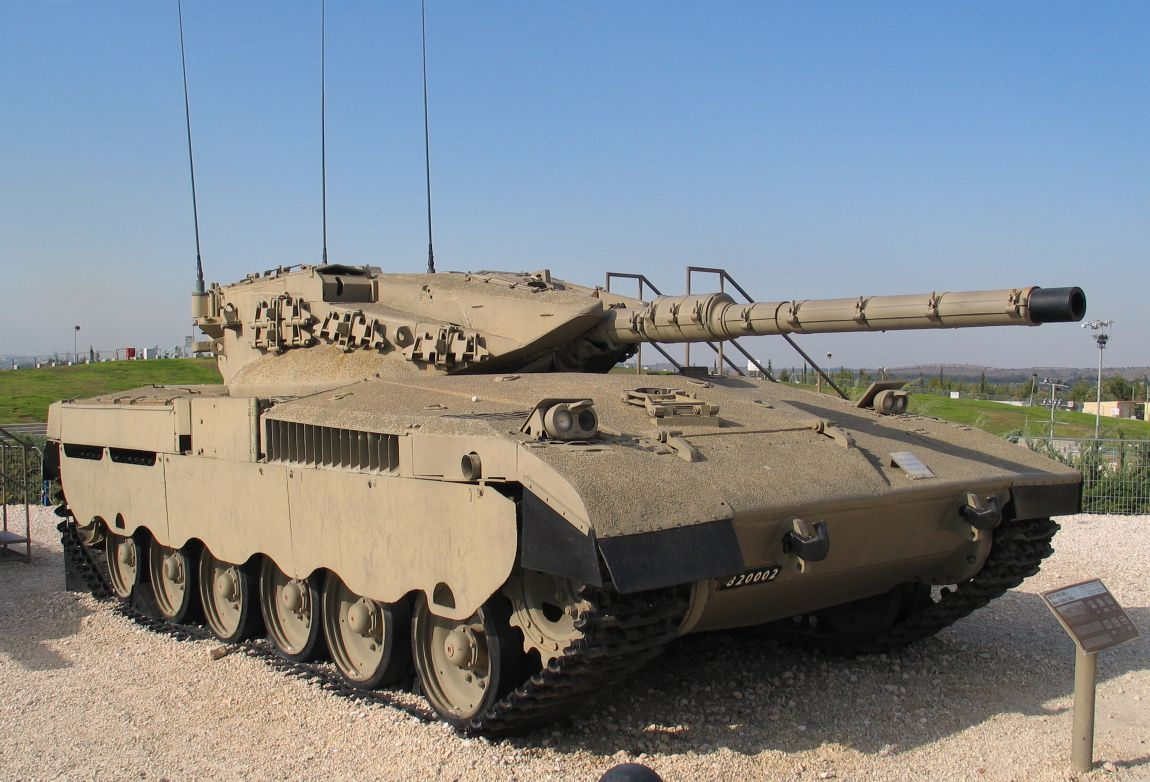
Merkava Mk 1

Tank Merkava Mk.1 je řazen mezi tanky 2½. poválečné generace. První prototyp tanku byl dokončen v roce 1974, tank byl zaveden do služby v dubnu 1979. Posádka tanku je čtyřčlenná ve standardním složení velitel tanku, střelec a nabíječ ve věži a řidič se stanovištěm v přední části korby. V levé části věže se nachází stanoviště nabíječe, v pravé části sedí stupňovitě za sebou střelec a velitel. Hlavní výzbroj tanku tvořil ručně nabíjený kanón M64 L71A ráže 105 mm s drážkovaným vývrtem hlavně, později byl do tanku instalován kanón M68 stejné ráže vyráběný domácím koncernem IMI (Israeli Military Industry). Kanón je stabilizován ve dvou rovinách. Už Merkava Mk.1 byla vybavena digitálním integrovaným systém řízení palby (označovaným jako Matador Mk.1), zpracovávajícím data získaná mimo jiné prostřednictvím laserového dálkoměru a optických zaměřovačů s denní a noční větví obrazu.
Tank je poháněn dvanáctiválcovým vidlicovým vznětovým motorem Teledyne Continental AVDS-1790-6A o výkonu 900 hp (přibližně 671 kW), jedná se o výkonnější variantu motoru pohánějícího americké tanky M60. Výkon motoru je přenášen přes poloautomatickou převodovku CD-850-6BX. Motor a převodovka tanku jsou instalovány v přední části korby. Stanoviště řidiče se nachází v levé části předku korby, v sousedící pravé části korby je instalován motor.
Výsledkem tohoto méně tradičního uspořádání bylo zkrácení korby tanku a zesílení pasivní ochrany stanoviště řidiče. V zadní části korby se nachází přes dvojkřídlé dveře přístupný nákladový prostor. Křídla se rozevírají svisle, horní křídlo nahoru a dolní dolů. Nákladový prostor může být využit k transportu až šestičlenného výsadku, k přepravě raněných nebo například k uskladnění dalších zásob munice. Je zde rovněž umístěna 60litrová nádoba na pitnou vodu. Voda může být přes speciální přívodní systém přímo dodávána členům osádky věže. Prostory, v kterých se nachází stanoviště členů osádky, jsou klimatizovány, přívod vzduchu do klimatizačního systému je napojen na vedení vstupu vzduchu do motorů. Konstrukce tanku v sobě zahrnovala schopnost účinného boje s jednotkami tanků tehdejších potenciálních protivníků, měla však zároveň stejně dobře splňovat požadavky na působení v podmínkách přímého ohrožení tehdejšími protitankovými řízenými střelami a pancéřovkami nepřátelské pěchoty. S ohledem na nasazení tanku byla maximální pozornost věnována kvalitě pancéřové ochrany, zejména ochraně osádky a klíčových konstrukčních skupin tanku, mající za cíl co největší míru zachování bojeschopnosti tanku i po případném průrazu pancíře. Tank se svou bojovou hmotností 63 tun dodnes patří k nejtěžším typům tanků, které byly zavedeny do výzbroje.

### Hlavní a pomocná výzbroj
Hlavní výzbroj tanku tvořil ručně nabíjený tankový kanón M64 L71A ráže 105 mm s drážkovaným vývrtem hlavně, později byl do tanku instalován americký kanón M68 stejné ráže vyráběný domácí společností IMI. Kanón M68 vychází z konstrukce původního britského kanónu L7A1. Hlaveň zůstala stejná, ve srovnání s britským kanonem byly modifikovány zejména mechanizmy pro uzamčení závěru kanónu a mechanizmus ukotvení hlavně. Hlaveň zbraně je vybavena pláštěm termické ochrany, minimalizující její nepatrný ohyb, například v důsledku změn teploty okolního prostředí. Otáčení věže tanku je zajišťováno elektrohydraulickým systémem, doplněným o nouzový ruční pohon. Izraelské pozemní síly používají v kanónu munici tříštivotrhavou (HE, High-Explosive), tříštivotrhavou s plastickou trhavinou a měkkou hlavou (HESH, High Explosive Squash Head) a munici s podkaliberní šípově stabilizovanou střelou s oddělitelnými vodícími prvky (APFSDS, Armor Piercing Fin Stabilizated Discarding Sabot), kanón však může rovněž využívat standardizovanou munici NATO.
Vezená zásoba munice činí 62 kusů, další 23 kusů munice může být vezeno v nákladovém prostoru. Zásoby munice jsou skladovány po dvou a po čtyřech v ochranných schránkách, pod úrovní prstence věže tanku. Zásobník pro uskladnění 6 ks pohotovostní zásoby munice se rovněž nachází pod úrovní věžového prstence. Koaxiálně s hlavní kanónu je instalován kulomet ráže 7,62 mm, vycházející z konstrukce belgického kulometu FN MAG. Zbraň je zásobována pásem s kapacitou 2000 nábojů. Na střeše věže v místě věžičky velitele tanku a poklopu nabíječe jsou lafetovány další dva kulomety ráže 7,62 mm. Na veřejně dostupných fotografiích lze však pozorovat také lafetaci těžkého kulometu M2 ráže 12,7 mm. Zevně na pravé straně věže může být nainstalován minomet ráže 60 mm. Obsluha minometu však nebyla možná zevnitř věže pod ochranou pancéřové střechy věže tanku, tento nedostatek byl odstraněn interní instalací minometu u další vývojové varianty tanku – Merkava Mk.2. Minomet je nabíjen tříštivou, osvětlovací a dýmovou municí; zásoba munice (30 ks) je skladována v zadní části věže.

### Systém řízení palby a další přístrojové vybavení
Tank byl vybaven digitálním integrovaným systémem řízení palby (označovaným jako Matador Mk.1), zkonstruovaným izraelskou firmou Elbit Computers Limited of Haifa. Veliteli tanku má k dispozici panoramatický optický zaměřovač s denní a noční větví pro získání obrazu. Vůči rovině věže stabilizovaný otočný zaměřovač umožňuje veliteli tanku sledovat okolí v plném rozsahu 360°, optika zaměřovače umožňuje až 20násobný zoom. Střelec je vybaven optickým zaměřovačem s denní a noční větví obrazu, poskytujícím až 8násobný zoom. Součástí zaměřovače střelce je laserový dálkoměr. Centrální procesorová jednotka (CPU, Central Processing Unit) systému řízení palby zpracovává údaje poskytované celou řadu senzorů, měřících a vyhodnocujících mimo jiné rychlost větru, hustotu okolního vzduchu, úhlovou rychlost otáčení samotné věže tanku i nepatrné ohyby hlavně v důsledku jejího zahřívání (pouštní slunce, střelba z kanónu). CPU zpracovává data ze tří operačních jednotek. Jednotka střelce poskytuje všechna potřebná vstupní data pro balistický výpočet, včetně těch referujících o stavu hlavně a o použitém typu munice (resp. o zákluzu kanónu v důsledku různě velké prachové náplně). Jednotka nabíječe poskytuje také vstupní data o použité munici, typ použité munice musí být v rámci ručního nabíjení kanónu zadán manuálně. Jednotka velitele je zásobována daty z jednotek nabíječe a střelce. Systém řízení palby je řešen tak, aby velitel tanku mohl v případě nutnosti převzít úlohu střelce a sám vést palbu kanónem.

### Pancéřová ochrana tanku
Tanky Merkava Mk.1 jsou vybaveny homogenním ocelovým pancířem. Systém pancéřové ochrany byl od počátku řešen tak, aby poskytoval maximální ochranu osádce tanku a zásobám munice pro kanón tanku, a zabraňoval tak vyřazení tanku z boje po průrazu pancíře. Pro zajištění co nejvyšší ochrany tanku je čelní pancíř korby a věže tanku skloněný pod velmi vysokým úhlem vůči vertikální rovině. Přední část věže má klínovitý tvar, čelo věže přechází v klínovitá tělesa, která zesilují ochranu instalace hlavní výzbroje tanku. V konstrukci tanku je na klíčových místech použito dvojité pancéřování. Dvojitý pancíř byl uplatněn na přední části korby. V přední části korby prostorech nad pásy tanku jsou mezi vrstvami pancíře umístěny deformovatelné palivové nádrže, velké palivové nádrže o objemu 900 litrů jsou instalovány v zadní části korby. Vedle stanoviště řidiče se v pravé části korby nachází pancířem chráněný prostor s instalací pohonné jednotky tanku. Hmota pohonné jednotky tanku pak v případě průrazu první vnější pancéřové vrstvy působí jako prvek ochrany dalších oddílů tanku. Dvojitým pancéřováním je chráněna rovněž zadní části korby, ve které je uskladněna munice pro tankový kanón. Prostor mezi pancéřováním vyplňují baterie akumulátorů, jejichž hmota v případě zásahu dané části korby tanku poslouží k ochraně vnitřní vrstvy pancíře po průrazu vnější pancéřové vrstvy. Na přední část korby tanku jsou montovány snímatelné pláty přídavného pancéřování. Také na věži tanku bylo aplikováno dvojité pancéřování. V prostorech mezi vrstvami věžového dvojitého pancíře je uskladněna munice pro tankové kulomety, jsou zde instalovány prvky hydraulického systému, odděleně od stanovišť členů osádky věže je zde obecně umístěno veškeré vybavení, které může být zdrojem exploze nebo požáru. Pro ochranu prázdného prostoru nacházejícího se mezi zadní korbu přesahující částí věže a korbou byla použita clona z volně visících řetězů zakončených kovovými koulemi. Úkolem této clony je přivést k explozi hlavice protitankových střel ještě předtím, než dosáhne kontaktu s pancířem tanku ve zmíněném shora částečně uzavřeném prostoru. Dostupné fotografie ukazují, že clona z řetězů nebyla aplikována na všech tancích a je tedy možné, že byla na starší vyrobené tanky instalována až dodatečně.

### Pohonný systém, podvozek tanku a pohyblivost
Tank je poháněn dvanáctiválcovým vidlicovým vznětovým motorem Teledyne Continental AVDS-1790-6A o výkonu 900 hp (přibližně 671 kW), jedná se o výkonnější variantu motoru pohánějícího americké tanky M60. Motor může být v případě nutnosti vyměněn v polních podmínkách během 60 minut. Výkon motoru je přenášen přes poloautomatickou převodovku CD-850-6BX, rovněž konstrukčně příbuzné převodovce tanků M60. Některé zdroje hovoří o motoru o výkonu 560 kW (AVDS-1790-2A nebo C) užívaného v tancích M60. Je možné, že tímto motorem byly vybaveny první z vyrobených Merkava Mk.1.
Výfukové potrubí se nachází na pravé straně korby, v oblasti nad bočním ochranným krytem druhého pojezdového kola kolem. Při bojové hmotnosti 63 tun a výkonu motoru 671 kW by činil měrný hmotný výkon přibližně 10,6 kW/t (přibližně 14,3 hp/t). Tank přesto dosahoval na svou dobu slušné průměrné rychlosti v terénu – 33 km/h, maximální rychlosti tanku však byla pouhých 46 km/h. Tanky Merkava Mk.1 jsou vybaveny bočními kryty kolejových pásů. Podvozek tanku je na každé straně vybaven 6 pojezdovými koly o průměru 790 mm opatřenými gumovými obrubami, stejným typem kol, jakými byly vybaveny tanky Centurion. Hnací kolo se nachází v přední části korby, v zadní části korby se nachází kolo napínací. Podvozkové pásy podpírají 4 nosné kladky. Zavěšení pojezdových kol bylo vyvinuto pro jízdu v těžkém terénu severní části Izraele a Golanských výšin. Jeden podvozkový závěs nese rameno pro zavěšení dvou pojezdových kol, každé pojezdové kolo je vybaveno v rámci systému svého zavěšení vlastní vinutou pružinou pro omezení zdvihu při jízdě po nerovnostech terénu.

### Prostředky ochrany protiZHN, požáru a explozi munice
Tanky Merkava Mk.1 jsou vybaveny prostředky ochrany proti zbraním hromadného ničení, zahrnující detektor radioaktivního zamoření a přetlakové filtrační a ventilační zařízení. Na základě zkušeností z arabsko-izraelských konfliktů, kdy byla spousta tanků po průrazu pancíře zničena požáry v jejich vnitřních prostorech, byly tanky Merkava vybaveny automatickým systémem pro potlačení požáru a exploze (AFEDSS, Automatic Fire and Explosion Detection and Suppression System) společnosti Spectronix Ltd. Jako hasicí médium byl použit Halon 1301. V různých oddílech tanku včetně motorové sekce a prostoru osádky je umístěn jistý počet nádrží s hasicím médiem, zásoba média v jedné nádrži umožní AFEDSS dva zásahy. Poté, co sada optických senzorů a řídící jednotka systému během několika ms rozezná ohrožení a vydá příslušnou instrukci, se začne z nádrže bleskurychle směrem do ohroženého prostoru rozprašovat hasicí tekutina a během doby cca 100 ms eliminovat hrozbu. Systém vstoupil do sériové výroby v roce 1982, do dříve vyrobených tanků Merkava Mk.1 byl nainstalován dodatečně. Činnost jednotlivých částí systému AFEDSS ochraňuje kromě motoru tanku a zásob munice také samotný lidský organismus tankistů. Po probití pancíře a vniknutí jeho materiálu do prostoru osádky se může vytvořit přetlak ničící plíce a zdroje popálenin kůže prvního stupně. Munice pro hlavní kanón je umístěna v ohnivzdorných schránkách, aby se zamezilo její iniciaci žárem. V prostoru osádky tanku nejsou užity hořlavé materiály.

### Zkušenosti z nasazení
Tank se zúčastnil První libanonské války, poprvé byl nasazen v roce 1982. Zpočátku trpěl mnoha dětskými nemocemi, jako byl například problematický brzdný systém. V důsledku různých nedostatků musely údajně být nové tanky po prvním nasazení na čas staženy z bojiště. Po jejich odstranění byly tanky znovu operačně nasazovány. Prokázala se odolnost tanku vůči tehdejším sovětským typům pancéřovek RPG-7 a protitankových řízených střel AT-3 Sagger, tanky si zachovávaly bojeschopnost i po průrazech pancíře. V průběhu Libanonského konfliktu (1982) nebyl během bojů zabit ani jeden člen posádek tanků Merkava. Při střetu s tanky T-72 vynikla výkonnost kombinace systému řízení palby a kanónu s municí izraelské výroby, Merkava Mk.1 byly schopny v boji s tankovými jednotkami vést přesnou destruktivní palbu na výrazně větší vzdálenosti než jejich protivník. Přeprava různých druhů nákladů včetně evakuace pěších družstev, osádek poškozené obrněné techniky a raněných v zadním nákladovém prostoru tanku se ukázala v boji jako nesmírně cenná a užitečná. Bojové nasazení tanku Merkava Mk.1 nakonec v praxi potvrdilo předpokládané výhody jeho dodnes ojedinělé základní konstrukce, jež byla použita i pro jeho vývojové následovníky.

### Další vývoj tanku
Tanky Merkava Mk.1 byly dále modernizovány. Postupně byly pravděpodobně vybaveny systémem pro detekci elektromagnetického ozáření tanku. V roce 1996 obdržely starší kusy tanků při generálních opravách dokonalejší systém řízení palby. V současnosti je vyvíjen prototyp těžkého obrněného transportéru Namer. První prototyp využíval jako základ korbu tanku Merkava Mk.1. Další prototypy již byly založeny na podvozku Merkava Mk.4, v současnosti výroba Namer již probíhá. Cílem celého programu je zavést do výzbroje IOS nový těžký obrněný transportér na bázi podvozku a korby Merkava Mk.4, schopný působit a přežít v podmínkách přímého ohrožení protitankovými prostředky, a vybavený výzbrojí poskytující mu schopnost účinné obrany před pěšími oddíly nepřítele. Program se však údajně potýká s vysokými finančními náklady, které je nutné vynaložit na stavbu jednoho vozidla.

### Muzejní exponáty
Jeden z tanků byl darován pražskému vojenskému muzeu, které má jako jediné muzeum na světě mimo Izraele pojízdný stroj v Lešanech.

## Merkava Mk 2

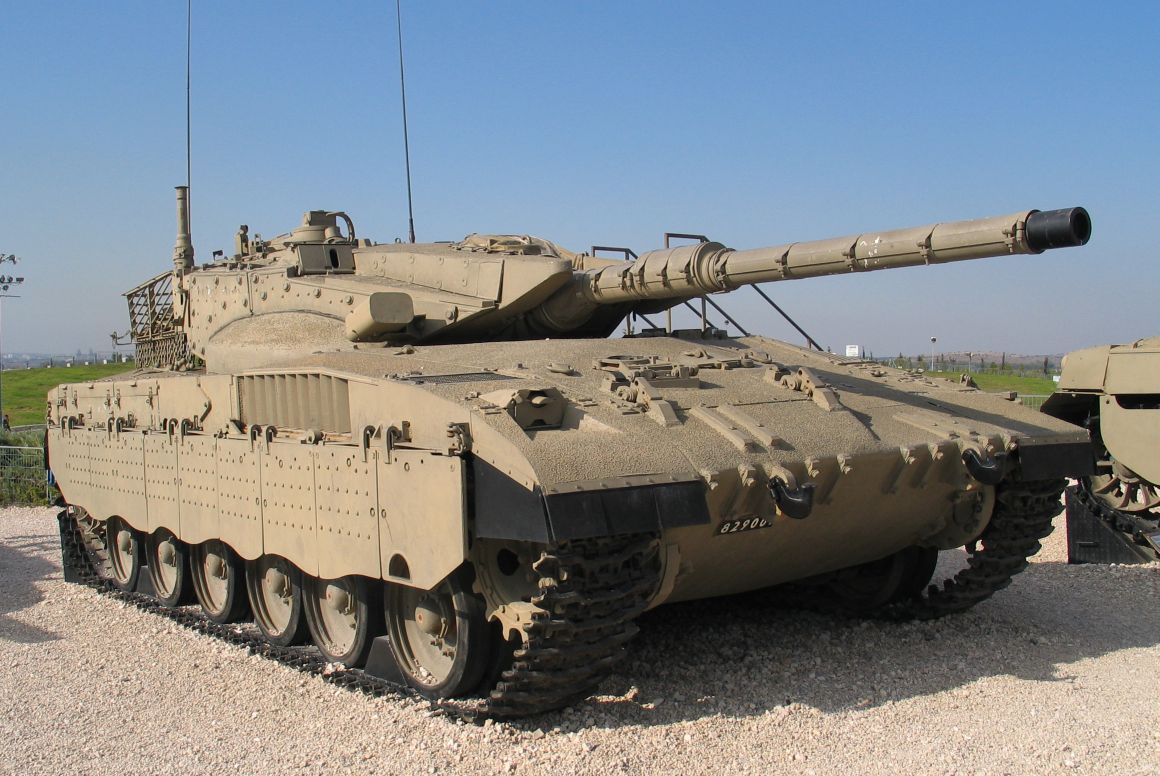
Merkava Mk 2

Merkava Mk 2 byl uveden do služby v roce 1983. Zavedl mnohá vylepšení čerpající ze zkušeností z bojů v Libanonu v roce 1982 a z bitev v Bejrútu, která byla zaměřena na městský boj a přežití posádky včetně vnitřního 60mm minometu. Se svou bojovou hmotností 63 tun patří k nejtěžším typům tanků zavedeným do výzbroje. Konstrukce a výzbroj tanku je stejně jako v případě Merkava Mk.1 optimalizována pro boj v městské zástavbě, tank je zároveň stejně však dobře schopen účinného boje s těžkou obrněnou technikou protivníka.

### Zkušenosti z bojového nasazení tanků Merkava Mk.1
Tanky typu Merkava Mk.1 jsou řazeny do dvouapůlté poválečné generace tanků. V rámci izraelských pozemních sil byly nasazeny s velkým úspěchem v bojích v Libanonu v roce 1982. Při soubojích se syrskými tanky T-72, tehdy nejvýkonnějšími tanky protivníků sovětské výroby, rovněž dvojapůlté generace, se prokázala bojová nadřazenost izraelského typu, zejména jeho kvalitní pasivní ochrana, včetně odolnosti proti rozšířeným pěchotním protitankovým zbraním (pancéřovky RPG-7). Ze zkušeností v bojích však vyplynulo, že je nutné se v rámci dalšího vývoje tanku Merkava zaměřit na zlepšení jeho konstrukce v několika primárních oblastech:
- zlepšení pohyblivosti tanku
- zlepšení výkonnosti prvků integrovaného systému řízení palby tanku
- další zlepšení odolnosti tanku – vrstevný pancíř tanku
- instalovat tanku 60mm minomet interně, aby ho mohla osádka obsluhovat zevnitř prostoru věže tanku

Tato zlepšení se stala součástí konstrukce další vývojové generace tanku – Merkava Mk.2.

### Pohonný systém a pohyblivost tanku
Tank je zřejmě vybaven stejnou pohonnou jednotkou jako tanky verze Mk.1 pozdějších sérií, vzduchem chlazeným vznětovým motorem Teledyne Continental AVDS-1790-5A. Výkon motoru je přenášen přes čtyřstupňovou automatickou převodovkou, u první verze tanku byla použita vylepšená izraelská verze původní americké převodovky Allison CD-850-6BX (použité v Merkava Mk.1), u pokročilejší verze tanku Mk.2B byla použita německá automatická čtyřstupňová převodovka typu Renk Rk-304. Přes nízký měrný hmotný výkon tanku (10,65 kW/t při bojové hmotnosti 63 tun) tank dosahuje relativně vysoké průměrné rychlosti v terénu, kolem 40 km/h, k čemuž kromě nové převodovky přispělo také zdokonalené zavěšení kol.
Přestože zásoba paliva zůstala stejná jako u jeho předchozí verze Mk.1, vzrostl použitím nové převodovky dojezd tanku na komunikacích ze 400 na 500 km. Vhodnějším umístěním a odstíněním výfukového potrubí motoru bylo potlačeno tepelné vyzařování tanku.

### Výzbroj tanku
Minomet typu Soltam Commando ráže 60 mm byl instalován interně ve věži tanku a je možno z něj vést střelbu z bojového prostoru osádky. V případě předchůdce tanku, typu Merkava Mk.1, se musel minomet před střelbou nainstalovat vně tanku.
U tanku zůstala zachována původní hlavní výzbroj – kanón M68 upravený společností IMI, ráže 105 mm, s drážkovaným vývrtem hlavně. Kanon je stabilizovaný ve dvou rovinách a je vybaven termickou ochranou hlavně. Stejně jako v případě Merkavy Mk.1 je munice uschovávána v bezpečnostních schránkách po čtyřech kusech a podle potřeby nabíječem přesouvána do pohotovostního zásobníku na 6 nábojů. Elektrohydraulické ovládání věže zůstalo zachováno.

### Systém řízení palby a přístrojové vybavení tanku
Zaměřovače integrovaného systému řízení palby jsou elektrooptické se stabilizací. Dálkoměr systému je laserový, typu Nd: YAG. Systém řízení palby byl zdokonalen, jeho součástí je mimo jiné senzor pro zjištění rychlosti otáčení věže tanku, výsuvný indikátor k zjištění rychlosti a směru větru a teploty i tlaku vzduchu. Byl instalován výkonnější balistický počítač. Použitý integrovaný systém řízení palby umožňuje vést účinnou střelbu za současného pohybu vlastního tanku i cíle.
Při dalším vývoji tanků Mk.2 byla do stabilizovaného kombinovaného zaměřovače střelce integrována termokamera, s možností přenosu obrazu na monitor velitele. Tím se dále zlepšily schopnosti vedení bojové činnosti v noci. Balistický počítač byl dále zdokonalen a do systému řízení palby bylo doplněno zařízení pro koincidenční střelbu za pohybu. Takto upravené tanky byly označeny jako verze Merkava Mk.2B.

### Pasivní ochrana tanku

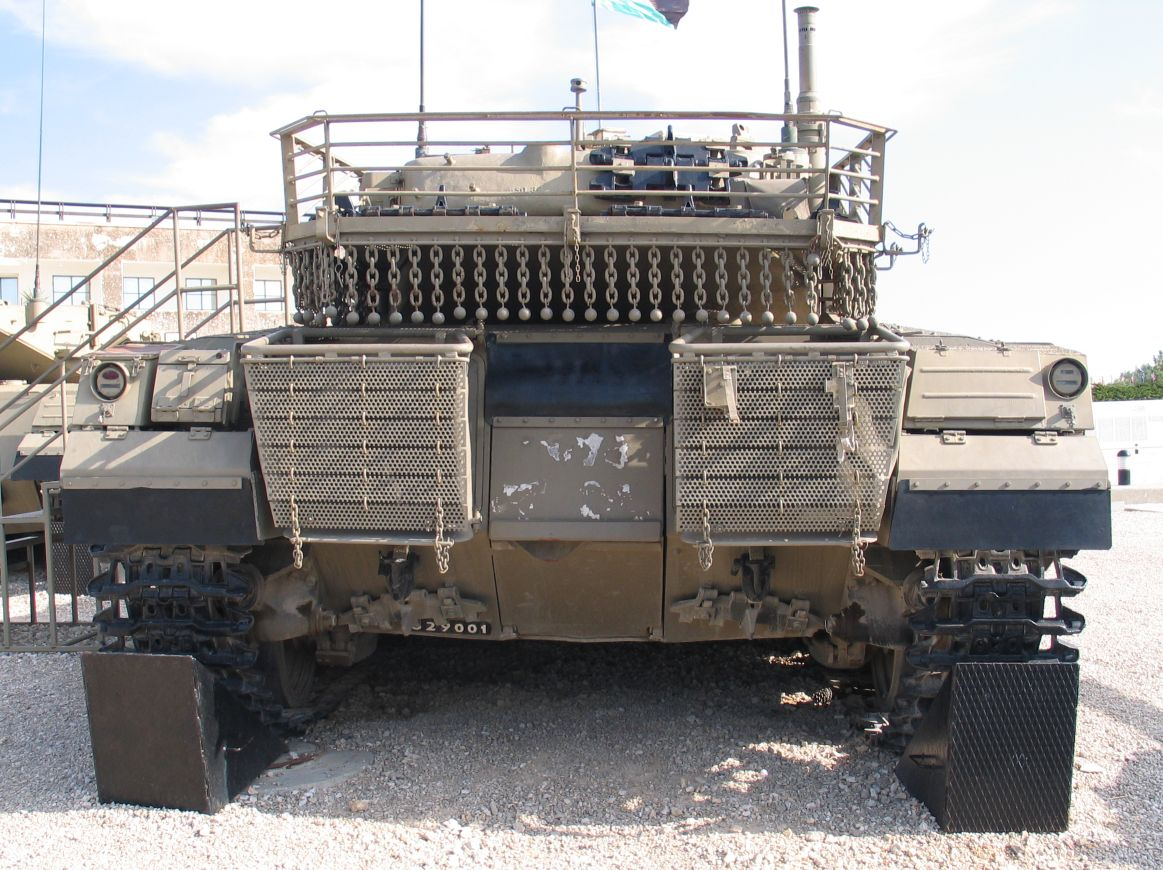
Pohled na zadní část tanku a řetězovou síť

Základní konstrukční řešení tanku se v této oblasti nezměnilo. Základní pancéřování je homogenní ocelové s co největším úhlem sklonu a v některých oblastech tanku je aplikováno ve dvou vrstvách (horní část boků věže, zadní část korby). V prostoru mezi dvojitým pancířem jsou umístěny důležité některé konstrukční skupiny (palivové nádrže, akumulátory, protichemický filtr) a svou hmotou slouží zároveň jako další prvky pasivní ochrany. Převodovka se nachází vpředu korby a pohonná jednotka vpravo od řidiče, takže je v tomto smyslu řidič z levého boku méně chráněn. Svojí hmotou působí zároveň jako další silný prvek pasivní ochrany bojového prostoru osádky. V zadní části korby se opět nachází rozměrný nákladový prostor, sloužící například k uskladnění dalších zásob munice, převozu raněných nebo šestičlenného výsadku. Vstup do nákladového prostoru opět zajišťují svisle rozevíratelná dvířka, pravděpodobně vybavená prostorovým pancéřováním.
U tanků verze Merkava Mk.2 byly na čele a bocích věže a bocích korby základní konstrukce tanku instalovány prvky přídavného vrstevného pancíře. Prázdný prostor mezi zadní částí věže a korbou kryje clona z visících řetězů zakončených kovovými koulemi, jejich účelem je přivést explozivní munici k výbuchu při pronikání do zmíněného kritického prostoru.
V dalších fázích vývoje byla u tanků verze Mk.2B zvětšena tloušťka pancéřové ochrany vršku věže. Takto vylepšené tanky byly označeny jako verze Merkava Mk 2C.
Později došlo ještě k dalšímu vylepšení pancéřové ochrany věže proti útoku shora a pojezdové části tanku v podobě bloků přídavného pancéřování, vzniklé tanky jsou označovány jako verze Merkava Mk 2D.

### Ukončení výroby tanků Merkava Mk.2
Výroba tanků verze Mk.2 byla ukončena do konce roku 1989, v době, kdy se rozběhla výrobní linka tanků typu Merkava Mk.3. Celkem bylo vyrobeno 284 tanků typu Mk.2. Tanky vývojových variant typu Mk.2 jsou stále ve výzbroji izraelských pozemních sil. Většina provedení modernizačních úprav tanků verze Mk.2 byla využita i při modernizacích jeho následovníka.
V roce 1995 se objevila zpráva o úvahách vyměnit dosavadní 105mm tankový kanón za kanón ráže 120 mm, jaký používají tanky Merkava Mk 3. Zdá se však, že tato modifikace nebyla nikdy zavedena do výzbroje.
V noci na středu 20. září 2023 došlo k prozatím poslední ztrátě (poslední před útokem Hamasu 7. října 2023) obrněnce izraelské armády. Neznámí pachatelé ukradli tank Merkava Mk.2 z vojenského polygonu na severu Izraele, kde sloužil k výcviku. Později byl nalezen na vrakovišti nedaleko Haify.

## Merkava Mk 3

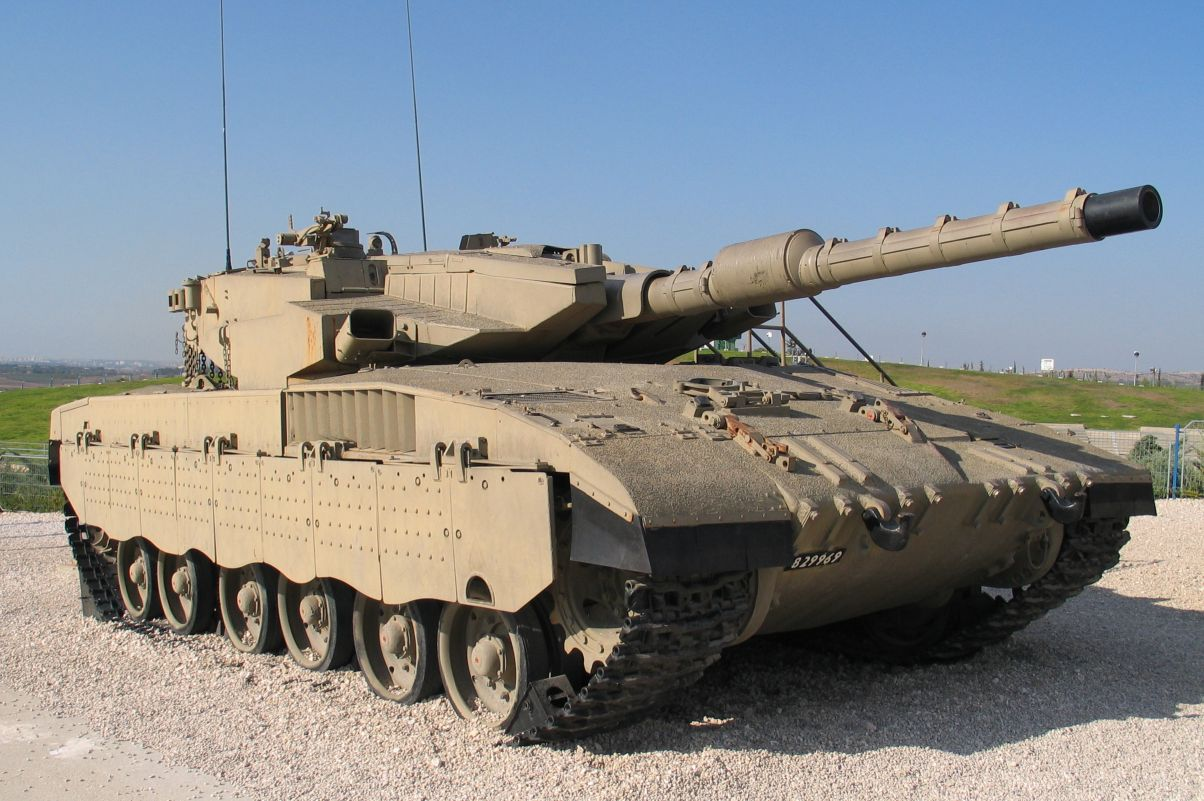
Merkava Mk 3

Vývoj tanku Merkava Mk3 byl zahájen v roce 1983, krátce poté, co byly dodány první tanky Merkava Mk2. Přestože je Merkava Mk.3 vzhledově velmi podobná oběma předcházejícím verzím, jedná se v podstatě o novou konstrukci, u níž byly téměř všechny komponenty modernizovány nebo nahrazeny novými. S udávanou bojovou hmotností 65 tun patří k nejtěžším typům tanků zavedeným do výzbroje. Uspořádání jednotlivých prvků konstrukce tanku se oproti předchozím vývojových generacím zásadně nezměnilo. Korba byla prodloužena o 457 mm, do zádi korby byly instalovány další přídavné nádrže. Věž byla prodloužena o 230 mm, pancéřování v místech stanovišť osádky věže bylo nově řešeno jako modulární. Byl použit nový motor o výkonu 1 200 koní (895 kW), nové zavěšení podvozku, nový převodový systém a nový 120mm kanón s hladkým vývrtem.

### Hlavní a pomocná výzbroj tanku
Hlavní výzbrojí tanku je kanón MG251 ráže 120 mm s hladkým vývrtem domácí společnosti IMI. Kanón vychází z konstrukce německého kanónu Rheinmetal, má stejné balistické vlastnosti, má však jinak řešené brzdovratné zařízení a je celkově kompaktnější pro zástavbu. Instalovaný kanón je stabilizovaný ve dvou rovinách, je nabíjen ručně a je vybaven termickou ochranou hlavně. Náměr kanónu dosahuje hodnot −7 až +20° rychlostí 15°/s, odměr a náměr kanónu je na rozdíl od předchozích tanků Merkava zajišťován již plně elektrickým systémem. Vezená zásoba munice činí celkem 50 kusů. Kromě munice domácí společnosti IMI je schopen používat také německou a francouzskou munici ráže 120 mm. Náboje jsou uskladněny v ohnivzdorných ochranných schránkách po čtyřech kusech. Pohotovostní zásoba munice se nachází ve věžovém prostoru mechanicky ovládané bubnové schránce. Schránka poskytuje skladovaným pěti kusům munice stejnou úroveň ochrany. Koaxiálně s hlavní kanónu je lafetován kulomet ráže 7,62 mm. Dva kulomety stejné ráže jsou lafetovány na střeše věže. Pro kulomety je vezeno 10 000 kusů munice. Podobně jako v případě Merkava Mk 2 je ve věži tanku instalován minomet ráže 60 mm, minomet je zaměřován, nabíjen a ovládán kompletně zevnitř. Používá tříštivou munici, určenou zejména k likvidaci živé síly ohrožující tank, a munici osvětlovací.

### Pohonný systém, podvozek tanku a pohyblivost
Pohonnou jednotkou tanku je čtyřdobý vznětový vzduchem chlazený dvanáctiválec AVDS-1790-9AR společnosti Teledyne Continental o nejvyšším výkonu přibližně 895 kW. Výkon motoru je přenášen přes automatickou převodovku domácí společnosti Ashot se 4 stupni pro jízdu vpřed a 3 pro jízdu vzad. Palivové nádrže mají kapacitu 1250l, dojezd tanku na komunikaci s pevným povrchem činí 500 km. Zdokonalen byl systém zavěšení podvozku, každé z dvanácti pojezdových kol je nyní zavěšeno nezávisle na vlastním rameni a odpruženo vlastním párem souosých vinutých pružin. První dvě a poslední dvě pojezdová kola jsou vybavena hydraulickými tlumiči zdvihu, za účelem omezení odskoku těchto kol při jízdě v těžkém terénu. Kombinace zavěšení kol a automatické převodovky umožňuje tanku přes relativně nízký měrný hmotný výkon (přibližně 13,8 kW/t při bojové hmotnosti 65 tun) dosahovat dobré pohyblivosti v terénu, v němž probíhají vojenské operace.

### Systém řízení palby a přístrojové vybavení tanku
Tank je vybaven pokročilým integrovaným systémem řízení palby, umožňující vést střelbu na pohyblivý cíl při vlastním pohybu tanku. Balistický počítač zohledňuje při výpočtu celou řadu dat, mimo jiné okamžitý fyzikální stav atmosféry získaný prostřednictvím senzorů „meteorologického stěžně“ (meteorological mast). Stabilizovaný denní a noční zaměřovač velitele má zvětšení v rozsahu 4x až 14x a zahrnuje v sobě možnost přenosu obrazu ze zaměřovače střelce. Zaměřovač střelce v sobě zahrnuje denní kanál obrazu s možností 12násobného zvětšení a noční kanál s možností 5násobného zvětšení, poskytovaný termovizorem. Zaměřovač střelce obsahuje laserový dálkoměr, laser je typu Nd:YAG.
Verze tanku Merkava Mk.3B „BAZ“ využívá vysoce pokročilý systém řízení palby Elbit Knight Mk III. Systém řízení palby v sobě zahrnuje systém pro automatické sledování cíle (ATT, Automatic Target Tracker). Zpracovává změnu v obrazu cíle poskytovaném denními a nočními zaměřovači tanku a na základě výpočtů na jeho další pozici navádí hlavní kanón. Systém zlepšuje přesnost palby na pohyblivé cíle a umožní snáze opakovat výstřel na cíl. Tank vybavený tímto systémem je také schopný vést palbu kanónem na nízkoletící vrtulníky.

### Systémy včasné výstrahy
Tank je vybaven varovným systémem ozáření laserovým paprskem AMCORAM LWS-2. Jeho čidla jsou umístěna svým senzorickým rozsahem pokrývají téměř celý povrch tanku. Systém dokáže identifikovat různé zdroje ozáření (infračervený světlomet, laserový dálkoměr, laserový ozařovač cílů) a odlišit je od neškodného záření přirozeného pozadí. Údaje o zdroji ozáření (a tedy způsobu ohrožení) a směru, odkud přišlo, se zobrazují na monitoru velitele, současně se zvukem alarmu. Merkava Mk3 byl údajně první typ tanku, na který byl takový systém instalován už při sériové výrobě. Tank je údajně vybaven také detekčním systémem proti aktivním radarovým senzorům (např. radarové senzory nejmodernější protitankové munice, působící na tank shora).

### Pancéřování a další prostředky ochrany
Na základní ocelovou konstrukci tanku jsou namontovány na korbě a věži jednotlivé pancéřové moduly z vícevrstvého pancíře. Jejich výměna může být provedena osádkou tanku v polních podmínkách. Přední část věže je opatřena od verzí Merkava Mk3B moduly přídavného pancéřování. Pro činnost v zamořeném prostoru je tank vybaven přetlakovým filtračním a ventilačním zařízením. Udržování optimální teploty v prostoru osádky zajišťuje mimo jiné 12 kW klimatizace.

## Další vývojové verze Merkava Mk3

### Merkava Mk 3B
Verze tanku Merkava Mk3, na přední část věže jsou instalovány moduly přídavného pancéřování. Tato úprava má zajistit větší odolnost tanku proti útokům nejnovějších protitankových řízených střel, dopadajících na tank shora. Domovské označení této verze tanku zní Merkava siman 3 Bet.

### Merkava Mk 3B BAZ
Jedná se o verzi zavedenou do výzbroje v roce 1995, vzniklou dalším vývojem tanku Merkava Mk 3. Domovské označení verze zní Merkava siman 3 Bet BAZ.

#### Zvýšení palebné síly

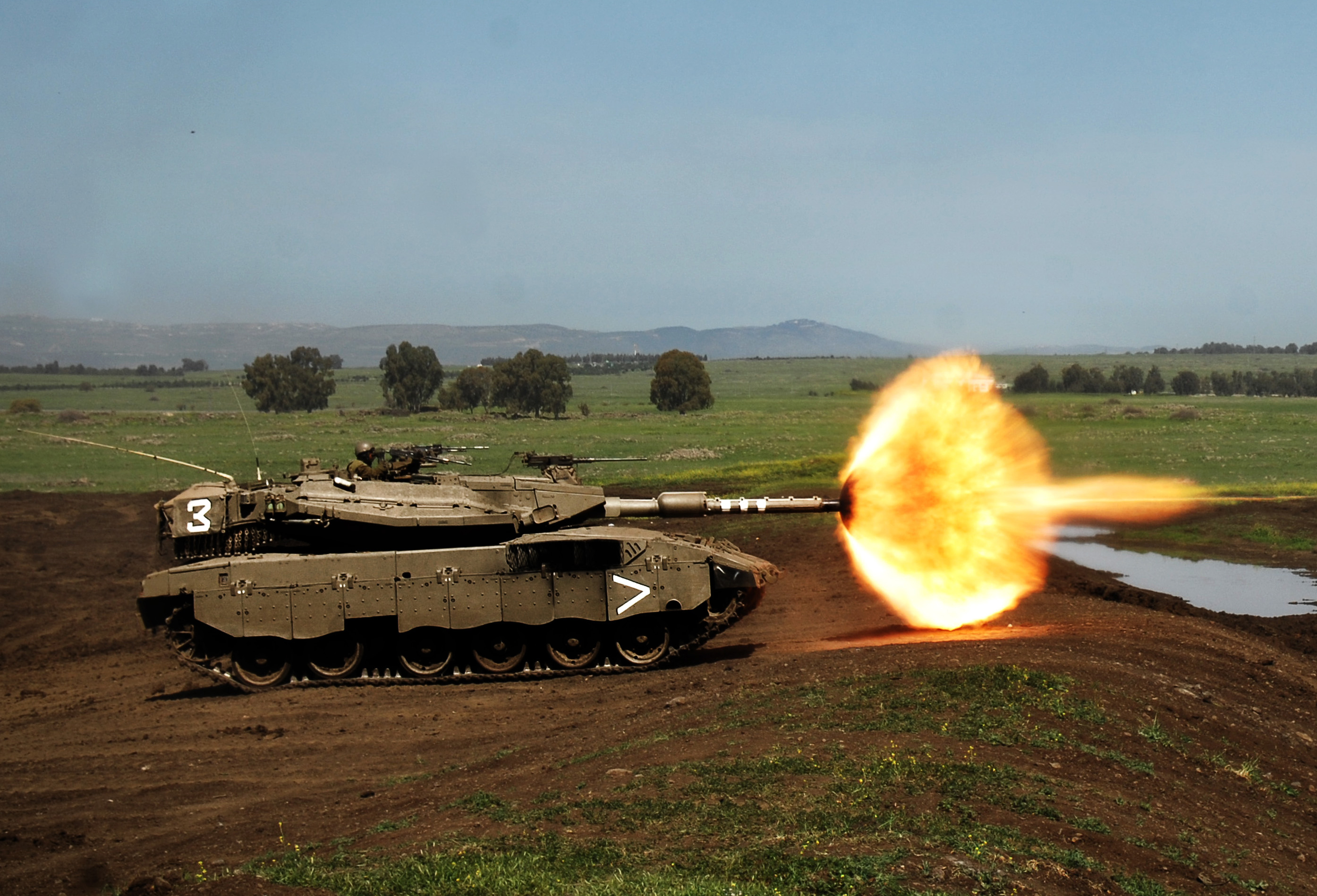
Střelba z Merkavy IIId Baz

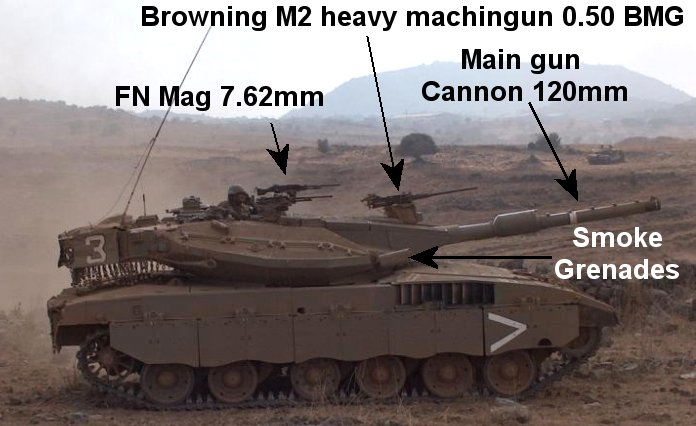
Merkava Mark III Baz a popis zbraní

Verze Merkava Mk3B Baz má instalovaný vylepšený systém řízení palby společností Elbit Ltd a Electro Optics Industries (EL-OP), komerčně označovaný jako typ Knight Mk3 (jinak nazývaný BAZ). Systém řízení palby v sobě integruje systém pro automatické sledování cíle (ATT, Automatic Target Tracker). Ten umožňuje tanku vést za pohybu nejen přesnou palbu na pohybující se pozemní cíl, ale také pálit hlavním kanonem běžnou municí na nízkoletící helikoptéry. Věžové stanoviště střelce je vybaveno ve dvou rovinách stabilizovaným zaměřovačem s denním televizním kanálem obrazu a termovizním kanálem pro podmínky snížené viditelnosti. Součástí zaměřovače střelce je laserový dálkoměr. Stanoviště velitele je vybaveno novým stabilizovaným panoramatickým zaměřovačem s denním a termovizním kanálem obrazu, s možností přenosu obrazu na zaměřovač střelce. Tento postup v praxi urychluje přípravu tanku k palbě.
Hlavní výzbrojí je stejně jako u verze Merkava Mk3 kanón MG251 ráže 120 mm s hladkým vývrtem hlavně, vyvinutý izraelskou společností IMI z německého kanónu Rheinmetall ráže 120 mm (resp. z jeho americké licence M256). Je vybaven tepelnou ochranou hlavně izraelské společnosti Vishay. Tepelná ochrana chrání střelbou rozehřátou hlaveň před teplotními změnami v důsledku počasí, brání tepelným deformacím hlavně, prodlužuje její životnost a také zlepšuje přesnost střelby. Kanón má modifikované brzdovratné zařízení, a menší vnější rozměry ve srovnání s M256. Systém výfuku spalin z hlavně může být udržován bez nutnosti rozebírání jiných částí instalace kanónu. Mechanismus zástavby kanónu do čela věže tanku je užší a nepřesahuje rozměry kanónu M68 ráže 105 mm s drážkovaným vývrtem. To umožňuje využít MG251 k modernizaci tanků M60 a starších verzí Merkava Mk 1 a Mk 2. Hmotnost celého kanónu činí 3300 kg, délka 5560 mm, šířka 530 mm.

#### Zdokonalení pancéřové ochrany
Významně byla zdokonalena pancéřová ochrana tanku, podle dostupných fotografií mohou být na čele, bocích a vrchu korby, a na čele, bocích a vršku věže instalovány nové pancéřové moduly. Na základní pancéřovou kostru tanku bývají přidávány prvky návěsného modulárního pancéřování (balík pancéřování je nazvaný „Kasag“), který z tanku Merkava 3 Baz Kasag udělal jeden z nejlépe chráněných tanků na světě. Do tanku je instalován systém detekce ozáření laserovým paprskem typu Amcoram LWS-2, stejným jako u Merkava Mk3, informace o hrozbě ozářením se zobrazuje na displayi na stanovišti velitele. Pohonná jednotka zůstala proti verzi Mk3 beze změny, s plnou ochranou přídavných pancéřových modulů klesá pohyblivost tanku. Tank má vestavěný systém NBC ochrany, přetlakové filtrační a ventilační zařízení doplňuje klimatizace. Systém využívá kromě centrálních výměníků také rozvody na jednotlivé obličejové masky členů osádky.

### Merkava siman 3 Bet BAZ dor Dalet

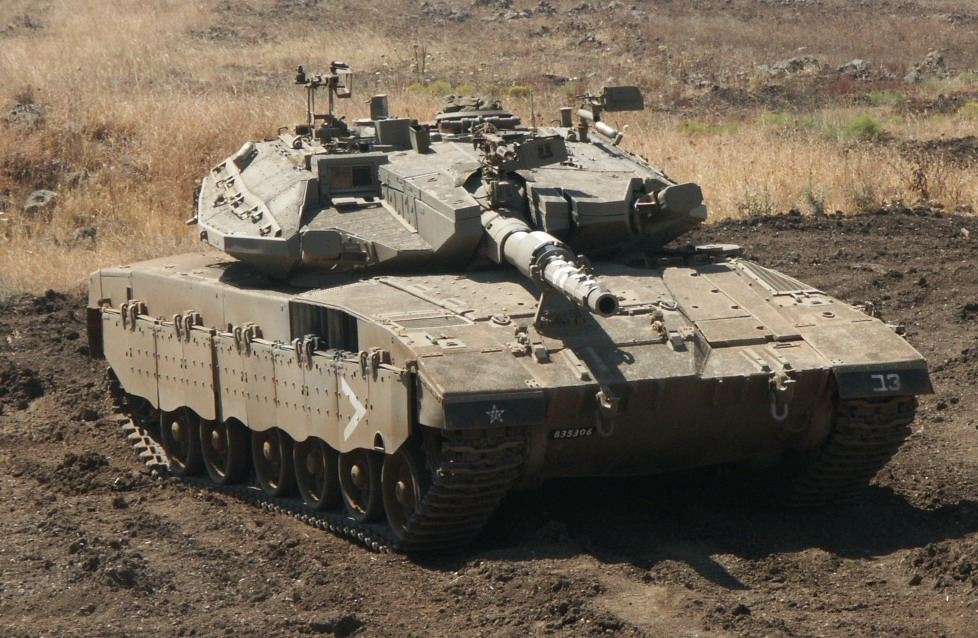
Merkava Mark III Dor Dalet BAZ Kasag – nejpokročilejší varianta Merkavy III

Poslední vývojová generace tanků Merkava Mk 3 je nazývána Dor-Dalet (hebrejsky čtvrtá generace). Bývá také označována jako Merkava Mk3D. Modifikace zahrnují nový modulární přídavný pancíř čtvrté vývojové generace, jehož moduly mohou být snáze vyměněny (Merkava Mk3 nese pancíř třetí generace). Modernizace dále obsahuje vylepšené zesílené pásy a zdokonalenou instalaci střešního věžového kulometu za využití systému R-OWS (Overhead Weapon Stations). Jedná se o systém vnější lafetace zbraně, která pak může být plně ovládána zevnitř tanku bez nutnosti otevírat střešní poklop. Dále byly zdokonaleny systémy klimatizace a NBC ochrany. Do tanků byl postupně zaváděn systém managmentu bojiště (battlefield managment system). Tento systém byl integrován do systému řízení palby tanku. Systém poskytuje veliteli každého vozidla jednotky obraz situace na bojišti (např. pozice vlastních tanků na mapě v reálném čase, pozice velitelství na mapě atp.).

### Merkava Mk 3 modifikace LIC
Na tancích Merkava Mk3 BAZ byly provedeny další modifikace pro působení v podmínkách městského bojiště. Termín LIC znamená Low Intenzity Conflicts. Vnější vstupy přívodů vzduchu a optické vstupy zaměřovačů byly překryty ochrannou drátěnou síťovinou. Byla překonstruována věžička velitele, průzory se nyní nacházejí výše a poskytují skvělý rozhled. Těžký kulomet na bázi kulometu Browning M2 ráže 12,7 mm, který bývá externě lafetovaný nad hlavní kanónu, byl propojen se systémem řízení palby tanku a vybaven elektrickým ovládáním. Kulomet je osádkou tanku ovládán zevnitř věže, pod ochranou jejího pancíře. Zadní dveře tanku, kudy vystupuje z nákladového prostoru pěchotní výsadek, jsou opatřeny pozorovacím okénkem se střílnou. Skrz ní může člen výsadku vést palbu svou pěchotní zbraní. Tank byl vybaven všesměrovou panoramatickou bezpečnostní kamerou, která zabírá prostor kolem tanku. Její obraz může osádku varovat před podezřelou a nebezpečnou aktivitou v okolí. Do několika tanků Merkava Mk 3 operujících na území Gazy bylo instalováno do nákladového prostoru zdravotnické vybavení užívané na jednotkách intenzivní péče. V záďovém prostoru se nachází zařízení pro nasávání čerstvého vzduchu, stanoviště dvou zdravotníků, prostor pro dvoje polní nosítka, zásobníky s kyslíkem a také zařízení pro řízené dýchání a monitorovací jednotka. Tato modifikace tanku pro evakuaci raněných z bojiště nijak neomezuje jeho bojové schopnosti.

Modifikace Mk 3 byla první verze tanku Merkava, která byla uvolněna k exportu. Byla přihlášena např. do výběrového řízení na vybavení turecké armády novým bojovým tankem v r. 1997.

## Merkava Mk 4

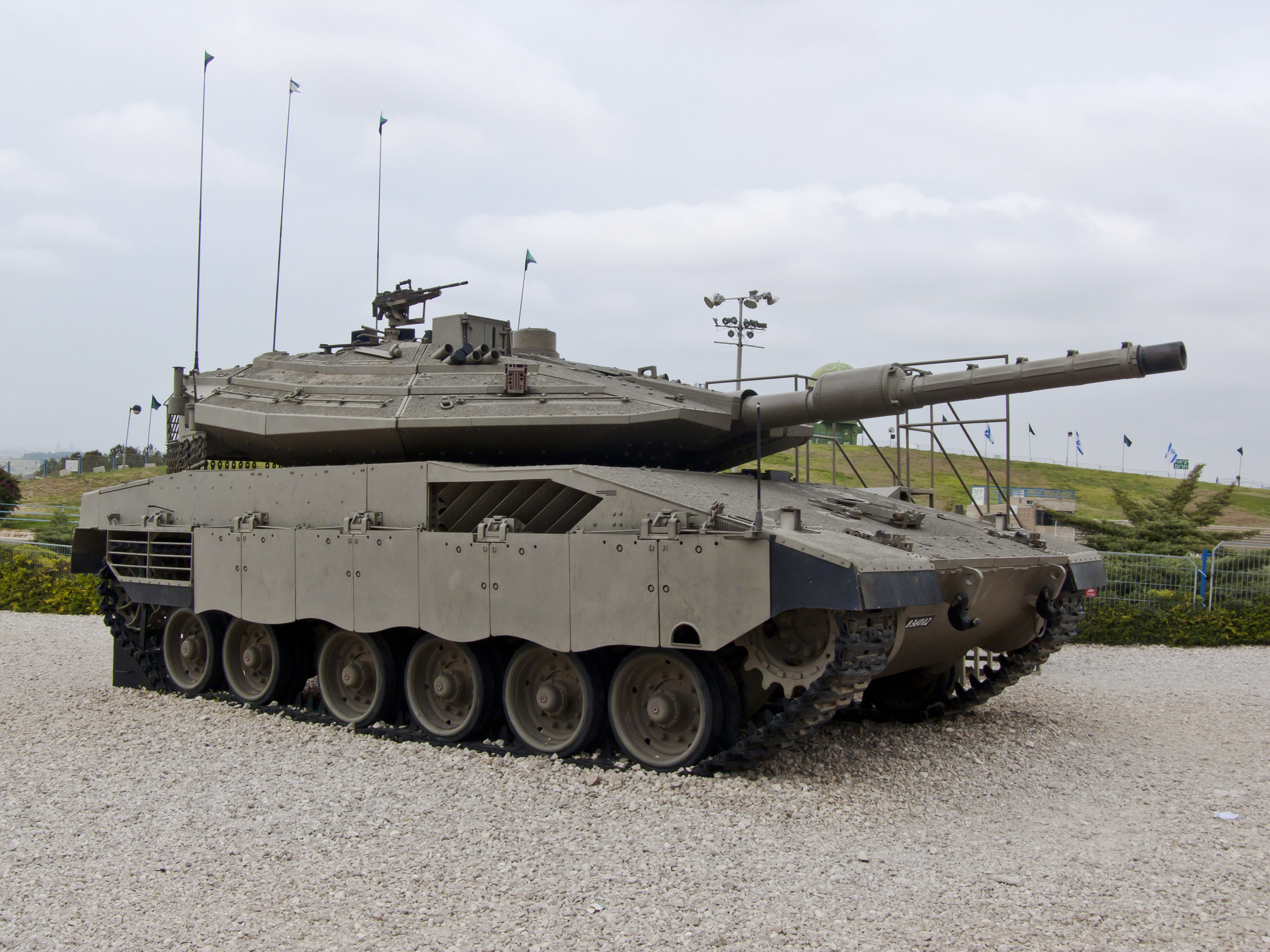
Merkava Mk 4

### Základní charakteristika
Merkava Mk. 4, označovaná jako Barak, je předposlední vývojová generace v rámci série tanků Merkava, ve službě je od roku 2004. Se svojí bojovou hmotností 65 tun patří k nejtěžším tankům zavedeným v současné době do výzbroje. Konstrukce tanku je optimalizována pro jeho nasazení v městské zástavbě, kooperaci s pěchotou, tank je však stejně tak účinně schopen boje s obrněnou technikou protivníka, včetně tanků podobných hmotnostních kategorií. Základní uspořádání konstrukce tanku se oproti předchozím tankům řady Merkava zásadně nezměnilo. Osádka tanku je čtyřčlenná, v klasickém složení řidič, nabíječ, střelec a velitel tanku. V předku korby je instalována převodovka a pohonná jednotka, stanoviště řidiče je z boku chráněno hmotou motoru tanku. Uvnitř třímístné věže je kromě hlavního kanónu a koaxiálního kulometu instalován také 60mm minomet. Minomet je nabíječem obsluhován zevnitř bojového prostoru věže tanku. Ve věži je koaxiálně s hlavní výzbrojí tanku, 120mm kanónem MG253 s hladkým vývrtem vyvinutým domácí společnosti IMI, instalován kulomet ráže 7,62 mm (zbraň na bázi belgického kulometu FN MAG). Na střeše věže tanku je lafetován kulomet ráže 7,62 mm, který může být zevnitř věže tanku plně ovládán velitelem, bez nutnosti vystavovat se nepřátelské palbě. Výzbroj může být doplněna ještě jedním střešně lafetovaným kulometem ráže 7,62 mm. V zadní části korby tanku se nachází skrz mohutná dvoukřídlá vrata přístupný nákladový prostor, umožňující převoz až 8členného výsadku, trojice nosítek s raněnými, případně další zásobu munice. Tank poskytuje extra kvalitní pasivní a strukturální ochranu pro posádku a vezenou zásobu střeliva, mohutnou palebnou silou a optimální pohyblivost pro boj ve všech oblastech a typech krajiny, v nichž operuje nebo operovala obrněná technika izraelských pozemních sil.

### Systém řízení palby a další přístrojové vybavení tanku
V konstrukci tanku se uplatnily ve srovnání s předchozí generací Merkava 3 ještě přesnější palebné systémy. Systém řízení palby je schopný automaticky sledovat dráhu označeného cíle a vést na něj kanón, tank je díky tomu schopný při střelbě za pohybu svou konvenční kanónovou municí sestřelit i bitevní vrtulník. Jeho systém pro automatické sledování cíle (automatic tracking system, ATS) získává informace z výstupu televizní kamery nebo termokamery. Počítač systému řízení palby využívá data získaná řadou senzorů pro snímání veličin důležitých pro balistický výpočet (např. podélný a příčný náklon tanku, rychlost otáčení věže, povětrnostní podmínky, teplota vzduchu) a stabilizovaných zaměřovačů. Velitel používá panoramatický ve dvou rovinách stabilizovaný zaměřovač s denní televizní a noční termovizní větví, střelec ve dvou rovinách stabilizovaný zaměřovač s televizní a termovizní větví, doplněný laserovým dálkoměrem. Řidič tanku je rovněž vybaven přístroji pro noční vidění. Při couvání může využívat obraz poskytovaný kamerou orientovanou do zadní polosféry. Kolem tanku je v rámci systému TSS (tank sight system) instalována v pancéřových pouzdrech sada kamer, snímajících situaci kolem tanku v horizontální rovině v rozsahu 360° a sledující také prostor nad tankem. Obraz TSS umožňuje veliteli tanku na monitoru sledovat situaci při bojové činnosti v městské zástavbě, kdy je tank vystaven mimořádnému ohrožení palbou pancéřovek nepřátelských pěších jednotek.

### Hlavní výzbroj tanku a poloautomatický systém nabíjení kanónu
Významného zdokonalení se dočkala rovněž hlavní výzbroj tanku.Tank je vybaven zdokonaleným kanónem ráže 120 mm s hladkým vývrtem MG253, vyvinutým domácím koncernem IMI (Israeli Military Industry) a využívající technologie německého kanónu Rheinmetall Rh-120 ráže 120 mm (resp. jeho americké licence, kanónu M256). Hlaveň kanónu je opatřena termickou ochranou, redukující případný nepatrný ohyb hlavně v důsledku změny její teploty (důsledek střelby nebo pouhého žáru pouštního slunce). Ovládání náměru kanónu a otáčení věže je řešeno jako plně elektrické. Kanón je schopný odpalovat nové zdokonalené typy izraelské podkaliberní munice s šípově stabilizovanými průbojnými střelami, nový typ munice APAM (anti-personal anti-material) se střelou s obsahem tříštivé submunice určené zejména likvidaci živé síly a také laserem naváděné řízené střely domácí výroby "LAHAT" s tandemovou kumulativní hlavicí. Je schopen používat rovněž s kanónem kompatibilní typy německé, francouzské a americké munice ráže 120 mm. Kanón je nabíjen automaticky pomocí elektricky poháněného mikroprocesorem ovládaného nabíjecího zařízení s rotačním zásobníkem na 10ks. Úkolem nabíječe je pouze průběžně doplňovat zmíněný zásobník, jinak se může věnovat například obsluze minometu. Při nabíjení je kanón fixován uzamykacím systémem v přesně dané poloze a jeho elevace nikdy nepodléhá zásahům stabilizačních systémů. Vezená zásoba munice pro hlavní kanón činí celkem 48ks, každý náboj je umístěn v samostatné ochranné schránce.

### Pancéřová ochrana tanku

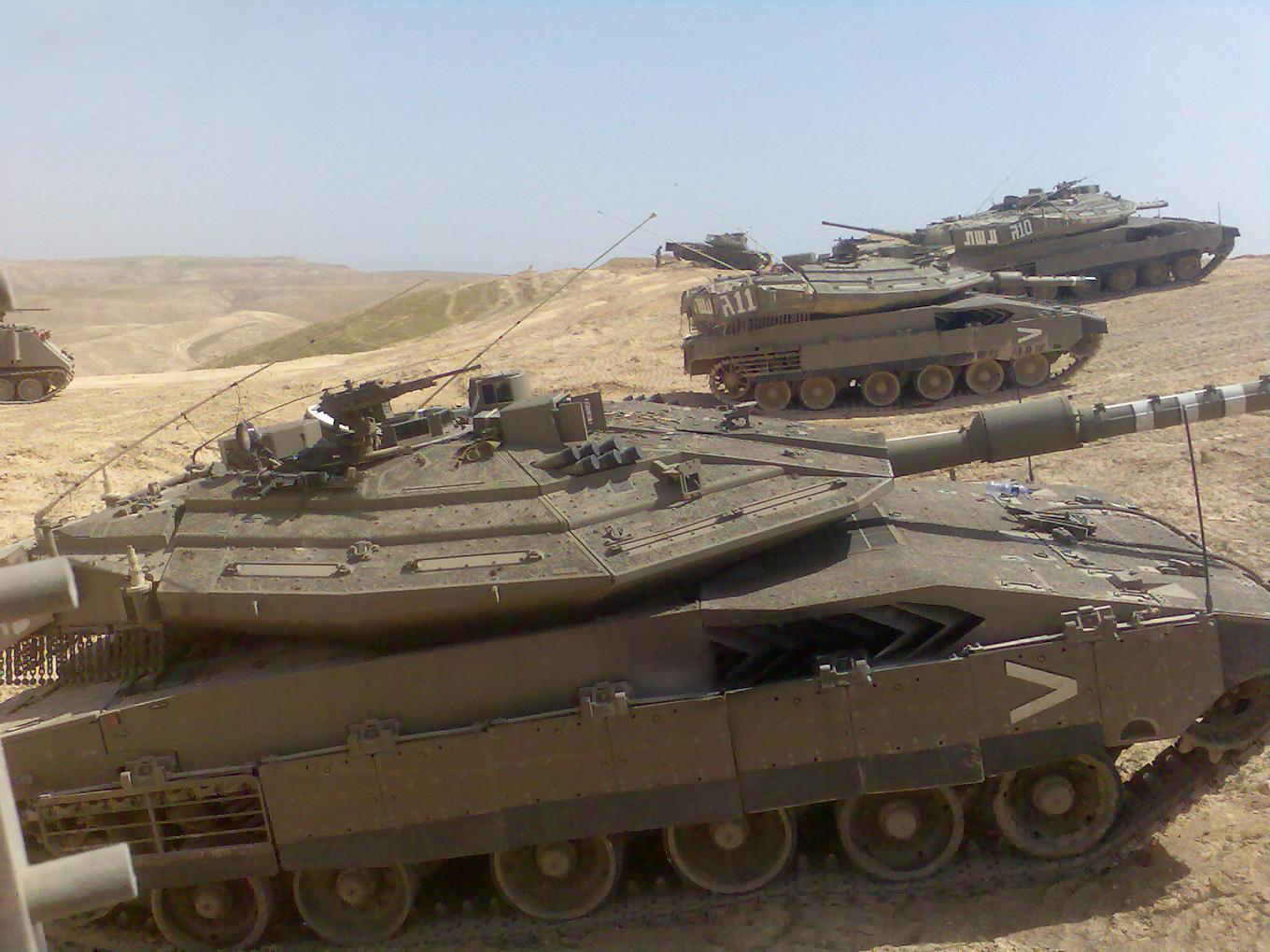
Merkava Mark IV (v popředí)

Pancéřování Mk.4 je řešeno podobným způsobem jako pancéřování předchozí generace Mk.3. Obzvlášť velký význam je kladen na strukturální ochranu, zajistit funkčnost klíčových konstrukčních skupin tanku nutných k udržení jeho bojeschopnosti, i po probití pancíře tanku. V souvislosti s tím jsou v rámci konstrukce tanku maximálně chráněna stanoviště členů osádky. Na základní kovovou konstrukci tanku jsou instalovány moduly snímatelného vícevrstvého pancéřování, utvářející výsledný tvar korby a věže tanku. Palbou zdevastované pancéřové moduly mohou být osádkou vyměněny i v polních podmínkách. Cílem změn v pancéřové ochraně bylo dosáhnout zejména vyšší odolnosti proti protitankovým řízeným střelám třetí a čtvrté generace, zvláště v oblasti čelní části věže. Došlo také k významnému zvýšení odolnosti tanku proti útokům shora. Poklop nabíječe byl v rámci verze Mk.4 vynechán, moduly pancíře nyní pokrývají celý vršek věže. Po zkušenostech z ukrajinského konfliktu je k technologicky vyspělé ochraně věže přidáván i zprvu vysmívaný jednoduchý rošt jako efektivní ochrana před útoky civilními drony.

### Zdokonalení pohonného systému tanku a zlepšení pohyblivosti v terénu
Oproti verzi Mk.3 se přes zvýšení bojové hmotnosti zlepšila rovněž pohyblivost tanku. Konstrukce tanků Merkava Mk.4 využívá výkonnější typ pohonné jednotky. Do předku korby tanku byl instalován dvanáctiválcový kapalinou chlazený přeplňovaný vznětový motor s přímým vstřikováním General Dynamics GD 883 (americký licenčně vyráběný německý motor MTU 883) o výkonu 1119 kW a německá 5stupňová automatická převodovka Renk Rk-325. Motor s převodovkou jsou spolu instalovány jako součást jednoho bloku, který může být v polních podmínkách rychle vyměněn. Přestavba předku korby zároveň dále zlepšila pasivní ochranu stanoviště řidiče. Tank je vybaven také pomocnou pohonnou jednotkou, zajišťující zásobování všech systémů tanku (resp. dobíjení baterií akumulátorů) elektrickou energií při vypnutém hlavním motoru, například při hlídkové činnosti ve stacionárním postavení. Pojezdová kola podvozku tanku mají průměr 600 mm. Speciální zavěšení kol (jiné než u předchozích generací tanků Merkava), vícestupňová automatická převodovka a zvýšený měrný hmotný výkon tanku zajišťují schopnost dosáhnout vysoké průměrné rychlosti v terénu, zavěšení kol umožňuje Mk.4 osádku a podvozek tanku nepoškozující rychlou jízdu i na čedičovém skalnatém povrchu Golanských výšin. Maximální rychlost tanku přesahuje 60 km/h, nejvyšší rychlost tanku při jízdě v terénu dosahuje 55 km/h. Udávaný dojezd tanku na komunikaci činí 500 km.

### Prostředky aktivní ochrany, potlačení intenzity tepelného vyzařování, systémy ochrany protiZHN
Merkava Mk.4 je vybavena systémem pro detekci ozáření laserovým paprskem Amcoram LWS-2. Informace o ozáření laserem (užívaného například k navádění protitankových řízených střel) se objeví na displeji velitele tanku. Tank je vybaven rovněž systémem pro detekci elektromagnetického ozáření tanku, systém má rozpoznat vysílání aktivních radarových senzorů nejmodernější protitankové munice působící na tank shora. Nové tvary věže, podobné želvímu krunýři, a tvary korby tanku mají snižovat intenzitu tepelného vyzařování tanku a znesnadňovat jeho detekci termovizními prostředky. Na tank byl rovněž aplikován anti-reflexní nátěr. Na tancích Mk.4 je také zkoušen systém aktivní ochrany Trophy (vojenskými experty Hamasu vyhodnocen jako nejslabší místo tanku) jehož munice zničí detekované blížící se protitankové řízené střely a protitankové rakety krátkou chvíli před dopadem na cíl. Je to také jeden z mála systémů tohoto typu, který byl použit v bojových podmínkách. Tank je vybaven automatickou protipožární ochranou a uzavřenou cirkulaci vzduchu, poskytující osádce ochranu proti chemickému útoku a proti útoku biologickými zbraněmi. Podmínky vytvářené klimatizačním zařízením si může každý člen osádky pro své stanoviště nastavit individuálně dle své potřeby. Aplikovány jsou rovněž prvky ochrany umožňující působit tanku v prostředí válčiště po použití jaderných zbraní.

### Celkové shrnutí schopností tanku
Tank Merkava Mk.4 lze v současnosti považovat za jeden z nejlépe chráněných tanků na světě, disponující mohutnou palebnou silou a vysoce přesným systémem řízení palby se schopností vést palbu hlavním kanónem na útočící bitevní vrtulníky. Tank je vhodný jak pro boj v městské zástavbě v součinnosti s vlastní pěchotou, kdy nabude na významu ucelený obraz o situaci na bojišti poskytovaný kamerovým systémem, pomocná výzbroj v podobě zevnitř interiéru ovládaného minometu a střešního kulometu, odolnost proti pancéřovkám a schopnost převážet výsadek nebo raněné; tak pro boj s obrněnou technikou protivníka v krajině, kdy se uplatní jeho mimořádně přesný systém pro řízení palby, výkonný kanón, nabíjecí automat, kvalitní pancéřová ochrana a případně pohyblivost v těžkém terénu. Samotná pořizovací cena Merkava Mk.4 je ve srovnání se zahraničními konstrukcemi tanků podobné bojové hmotnosti a palebné síly významně nižší. Export tanku jako celku podléhá zákazu, lze však exportovat některé jeho systémy a jednotlivé komponenty. Několik tanků Merkava Mk.4 padlo po do rukou Hamasu po jeho útoku na Izrael 7. října 2023, nejméně jeden další tank byl během palestinské operace zničen po zásahu kumulativní hlavicí z RPG-7 spuštěné z civilní kvadrokoptéry. Po měsíci bojů dosáhly ztráty tanků Merkava 15 kusů, z nichž čtyři byly zcela zničeny. Neznámé množství poškozených strojů je transportováno na generální opravy.

## Merkava Mk 5
Merkava Mk.5 je zatím poslední verze tanku Merkava. Její sériová produkce byla zahájena v roce 2022. V září 2023 byly už oznámeny dodávky techniky armádě, první jednotkou vyzbrojenou novými tanky bude 52. prapor 401. obrněné brigády.